# Kierzno (województwo wielkopolskie)
Kierzno – wieś w Polsce, położona w województwie wielkopolskim, w powiecie kępińskim, w gminie Kępno, przy drodze Świba–Mikorzyn, ok. 4 km na północny wschód od Kępna. 
W latach 1975–1998 wieś administracyjnie należała do województwa kaliskiego.
Znajduje się tam szkoła podstawowa.

## Nazwa
W 1295 w kronice łacińskiej Liber fundationis episcopatus Vratislaviensis (pol. Księga uposażeń biskupstwa wrocławskiego) miejscowość wymieniona jest w zlatynizowanej formie villa Kerno we fragmencie Kerno villa polonicalis.

## Integralne części wsi
| SIMC    | Nazwa                 | Rodzaj                      |
| ------- | --------------------- | --------------------------- |
| 0199674 | Pustkowie Kierzeńskie | część wsi (po 2023 r. wieś) |

## Sport
W Kierznie ma swoją siedzibę klub LZS Zryw Kierzno, występujący obecnie w klasie B (grupa Kalisz IV)

## Zabytki
- kościół drewniany z XVII wieku
  - dzwon gotycki z XVI wieku
- dworek z 1890 r.
- szkoła podstawowa z 1892 r.
- grodzisko